# Ryan Parmeter
Ryan Parmeter (Grand Rapids (Michigan), 6 februari 1980) is een Amerikaans professioneel worstelaar werkzaam bij WWE op NXT Wrestling als Konnor O'Brian.

## In worstelen
- Finishers
  - Roof Top Drop
  - Rough Shot / Violence Shot

- Signature moves
  - RoughHouse Delight
  - Russian legsweep

- Bijnamen
  - "Rough House" O'Reilly
  - "Irish" Ryan O'Reilly
  - "PDV – Public Displays of Violence"

## Prestaties
- Coastal Championship Wrestling
  - CCW Heavyweight Championship (1 keer)
  - CCW Tag Team Championship (1 keer met Sean Allen)

- Deep South Wrestling
  - DSW Heavyweight Championship (2 keer)

- Four Star Championship Wrestling
  - FSCW Heavyweight Championship (1 keer)
  - FSCW Tag Team Championship (1 keer met Jeff "J-Dawg" Brooks)

- Georgia Championship Wrestling
  - GCW Heavyweight Championship (1 keer)

- Kings of Pro Wrestling
  - KPW Heavyweight Championship (2 keer)

- Maximum Pro Wrestling
  - MPW Television Championship (1 keer)

- NWA Sunray Pro Wrestling
  - NWA Sunray Heavyweight Championship (1 keer)

- NXT Wrestling
  - NXT Tag Team Championship (1 keer: met Rick Victor, huidig)